# Lycianthes vitiensis
Lycianthes vitiensis är en potatisväxtart som först beskrevs av Berthold Carl Seemann, och fick sitt nu gällande namn av Anthony R. Bean. Lycianthes vitiensis ingår i Himmelsögonsläktet som ingår i familjen potatisväxter. Inga underarter finns listade i Catalogue of Life.